# Пенуя
Пе́нуя (ест. Penuja küla) — село в Естонії, у волості Мулґі повіту Вільяндімаа.

## Населення
Чисельність населення на 31 грудня 2011 року становила 58 осіб.

## Географія
Через населений пункт проходить автошлях 24201 (Аб'я-Палуоя — латвійський кордон). Від села починається дорога 24202 (Пенуя — Ліллі).

## Історія
З 13 лютого 1992 до 24 жовтня 2017 року село входило до складу волості Аб'я.

## Пам'ятки
- Православна церква Всіх святих (Penuja Kõikide Pühakute kirik).

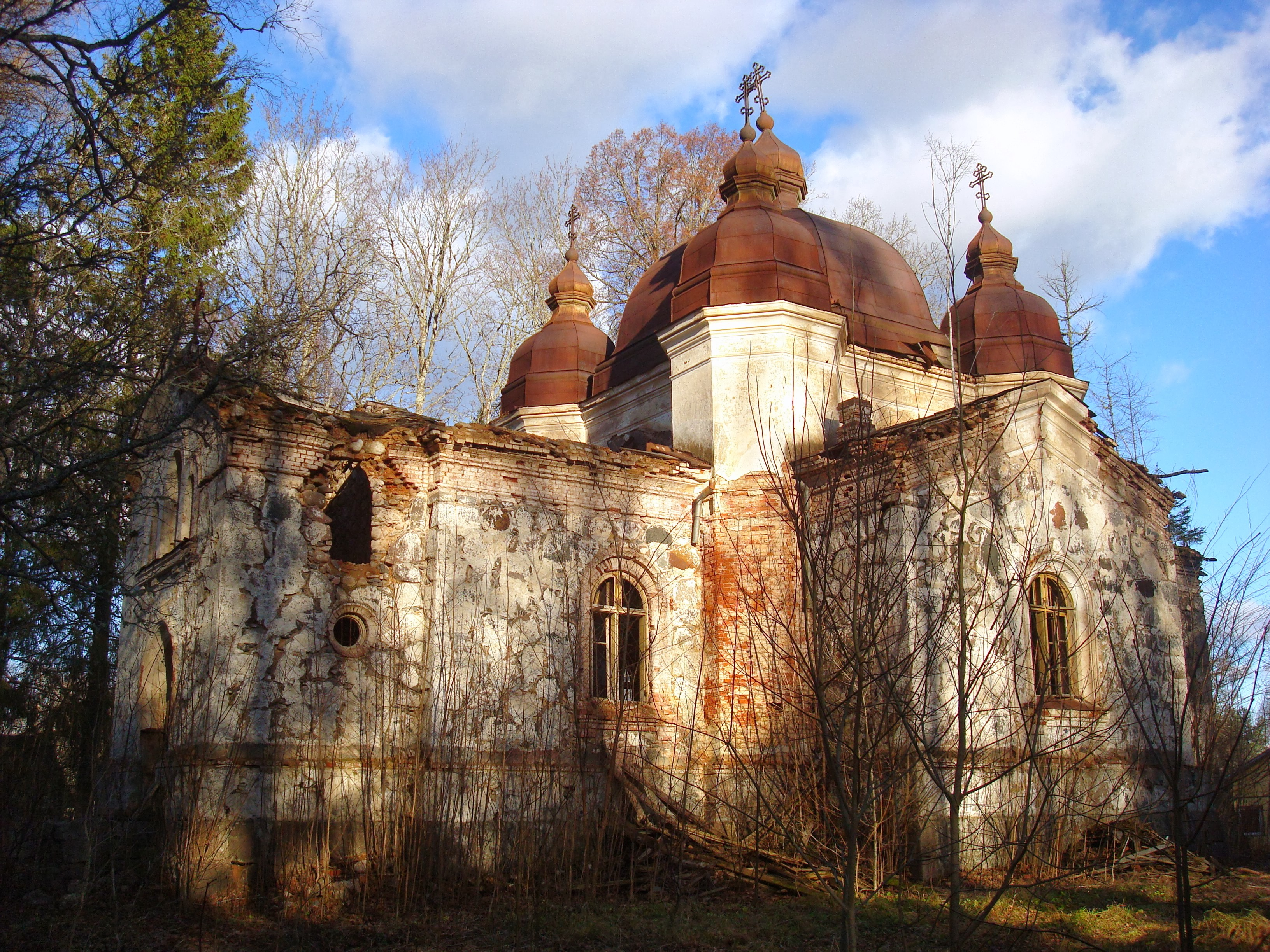
Православна церква